# Parafia Świętej Trójcy i Podwyższenia Krzyża Świętego w Woli Rafałowskiej
Parafia Świętej Trójcy i Podwyższenia Krzyża Świętego w Woli Rafałowskiej − parafia rzymskokatolicka znajdująca się w diecezji rzeszowskiej w dekanacie Tyczyn. 
Erygowana w 1587 roku.